# Christos Katzidis

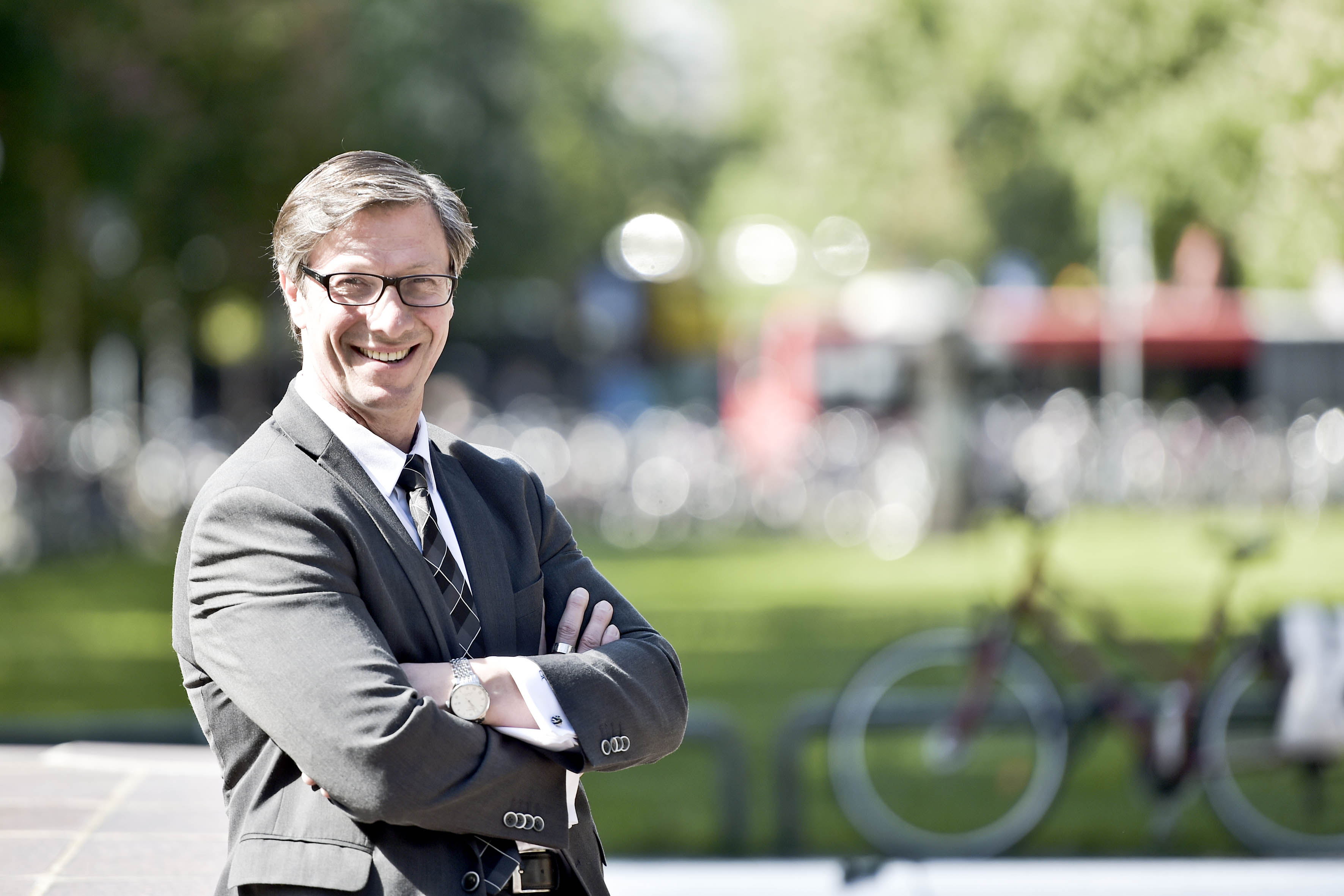
Christos Katzidis

Christos Georg Katzidis (* 30. September 1969 in Düsseldorf) ist ein deutscher Politiker (ab 2009 CDU, zuvor von 2002 bis 2009 FDP). Er ist seit 2017 Mitglied des Landtages Nordrhein-Westfalen. Seit 2022 ist er Präsident des Fußball-Verbandes Mittelrhein.

## Leben
Christos Georg Katzidis stammt aus einer Arbeiterfamilie mit griechischen Wurzeln väterlicherseits. Seine ersten Lebensjahre verbrachte er in Düsseldorf, bevor er im Alter von zehn Jahren mit seinen Eltern nach Bonn-Duisdorf zog. Dort erreichte er die mittlere Reife und machte nach dem Wechsel an die Höhere Handelsschule sein Fachabitur.
Katzidis begann eine Ausbildung für den mittleren Polizeivollzugsdienst bei der Polizei NRW im April 1991. Im Oktober 1993 beendete er diese und wurde zum Polizeimeister ernannt. Beim Polizeipräsidium Bonn war er im Personen- und Objektschutzdienst tätig. Im April 1995 wechselte er in den Rhein-Erft-Kreis, zur Polizeiwache Hürth. Dort arbeitete er im Streifendienst. Hiernach begann er im September 1997 mit dem Studium an der Fachhochschule für öffentliche Verwaltung Nordrhein-Westfalen (FHöV NRW) und schloss dieses im August 1999 als Diplom-Verwaltungswirt und Polizeikommissar ab.
Im Anschluss an das Studium war er bis August 2002 bei den Polizeiwachen Brühl und Wesseling als Wachdienstführer und Dienstgruppenleiter in seinen Führungsfunktionen tätig. Im September 2002 wechselte er für ein Jahr ins Polizeiausbildungsinstitut Brühl, wo er als Lehrender in Ausbildung tätig war. Danach folgte von August 2003 bis September 2005 eine Tätigkeit bei der Kriminalpolizei bei der Kriminalwache Hürth. 2005 wurde er für den Aufstieg in den höheren Polizeivollzugsdienst zugelassen.
Im Oktober 2005 ging er daraufhin zum Studium nach Münster. Im September 2007 wurde er nach Abschluss zum Polizeirat ernannt. In seiner ersten Verwendung im höheren Dienst war er als Leiter des Ermittlungsdienstes in der Polizeiinspektion Süd im Märkischen Kreis tätig. Gleichzeitig war er Leiter einer Stabsstelle und ständiger Vertreter des Inspektionsleiters.
Nachdem Katzidis 2009 und 2010 schon als Lehrbeauftragter an der FHöV NRW im Fachbereich Kriminalistik tätig gewesen war, wechselte er im August 2010 komplett dorthin und war bis August 2015 als hauptamtlicher Dozent für Staatsrecht, Einsatzlehre und Eingriffsrecht tätig. Im September 2015 kehrte er in das Polizeipräsidium Bonn zurück und war bis zur Landtagswahl Dezernent für Personalangelegenheiten, Aus- und Fortbildung.
Im Jahr 2015 war Katzidis zwischenzeitlich als Lehrbeauftragter an der Hochschule des Bundes im Fachbereich Bundespolizei und Bundeskriminalamt tätig. Dort unterrichtete er im Studiengebiet Staatsrecht und Politik im Sommersemester.
Am 18. Juni 2022 wurde Katzidis zum Präsidenten des Fußball-Verbandes Mittelrhein gewählt. Er trat damit die Nachfolge Bernd Neuendorf an, welcher in das Amt des DFB-Präsidenten wechselte.

### Promotion
Nachdem Katzidis im Juni 2010 seinen Master of Arts im Bereich Öffentliche Verwaltung-Polizeimanagement erlangt hat, beantragte er im Oktober 2010 beim Promotionsausschuss der Deutschen Hochschule der Polizei seine Zulassung zur Promotion. Zwei Jahre später, im Oktober 2012, beantragte er die Zulassung zum Prüfungsverfahren. Nachdem er das gesamte Promotionsverfahren und die mündliche Prüfung erfolgreich absolviert hatte, verlieh ihm die Deutsche Hochschule der Polizei im Jahr 2014 den Grad eines Doktors der Verwaltungswissenschaften (Dr. rer. publ.).
Der Titel seiner Dissertation lautete: Die rechtlichen Rahmenbedingungen im Zusammenhang mit Polizeivollzugsbeamtinnen und -beamten, die die besonderen gesundheitlichen Anforderungen des Polizeivollzugsdienstes nicht mehr erfüllen.

## Politischer Werdegang
Katzidis trat 2009 in die Bonner CDU über, nachdem er von 2002 bis 2009 Mitglied der FDP war. Er war von 2010 bis 2014 Vorsitzender der CDU Hardtberg. Auf Kreisebene war er von 2011 bis 2013 stellvertretender Kreisvorsitzender und von 2013 bis 2022 Vorsitzender der Bonner CDU. Im Zuge seiner Wahl zum FVM-Präsidenten 2022 legte er den Kreisvorsitz der Bonner CDU nieder. Bei der Kommunalwahl 2014 kandidierte Katzidis als Stadtverordneter im Wahlbezirk Duisdorf/Finkenhof/Lengsdorf und gewann das Direktmandat. Das Ratsmandat legte er im Juli 2019 nieder.
Im Rat der Stadt Bonn war er Vorsitzender des Sportausschusses, Mitglied im Integrationsrat, Mitglied im Kuratorium der Sportstiftung, stellvertretendes Mitglied in den Gremien Schul-, Finanz- und Betriebsausschuss und stellvertretender Ausschussvorsitzender im Projektbeirat Bäder.
Katzidis gelang bei der Landtagswahl in Nordrhein-Westfalen 2017 am 14. Mai 2017 als Direktkandidat im Landtagswahlkreis Bonn II mit 39,15 % der Stimmen der Einzug in den Landtag Nordrhein-Westfalen. In der 17. Wahlperiode war er innenpolitischer Sprecher der CDU-Fraktion und gehörte bis zum 10. Juli 2019 dem Parlamentarischen Untersuchungsausschuss (PUA) „Fall Amri“ an. Ab dem 10. Juli 2019 gehörte er dem PUA „Kindesmissbrauch“ an, der sich mit den Missbrauchsfällen in Lügde beschäftigte. Zudem war er ordentliches Mitglied im Sportausschuss und im Ausschuss für Haushaltskontrolle. Bei der Landtagswahl 2022 konnte er seinen Wahlkreis mit 33,2 % verteidigen.
Seine politischen Schwerpunkte sind die innere Sicherheit, Bildung und Sport/Gesundheitsmanagement.

## Veröffentlichung
- Die rechtlichen Rahmenbedingungen im Zusammenhang mit Polizeivollzugsbeamtinnen und -beamten, die die besonderen gesundheitlichen Anforderungen des Polizeivollzugsdienstes nicht mehr erfüllen (Dissertation)  Verlag Dr. Kovac ISBN 978-3-8300-8093-0